# Calendari tradicional romanès
El calendari tradicional romanès té els seus propis noms per als mesos, que d'altra banda són idèntics als del calendari gregorià. A la Romania i Moldàvia modernes, aquesta última s'utilitza exclusivament per a transaccions comercials i governamentals i predomina també en l'ús popular. No obstant això, els noms tradicionals dels mesos apareixen en alguns contextos, per exemple en els calendaris eclesiàstics produïts per l'Església Ortodoxa Romanesa.
Tots els noms dels mesos són d'origen llatí, cosa que indica que el seu ús és anterior al contacte eslau al voltant del segle VIII. Sis mesos tenen el seu nom derivat de les característiques dels mesos. Cinc es deriven dels noms llatins que ara s'utilitzen al calendari gregorià (i anteriorment al calendari julià). Tot i això, cadascun d'ells té una etimologia popular i un significat addicional. El darrer mes, desembre, deriva el seu nom del de Sant Andreu.
| Mes      | nom romanès habitual | nom tradicional romanès  | derivació del nom tradicional romanès |
| -------- | -------------------- | ------------------------ | --- |
| Gener    | ianuarie             | gerar                    | derivat de januarius, l'etimologia popular el connecta amb ger - "fred amarg"; a mesura que l'hivern arriba a la seva profunditat durant aquest mes. |
| Febrer   | februarie            | făurar                   | derivat de februarius ; l'etimologia popular el connecta amb un făuri - "crear"; per tant, făurar també podria significar "ferrer", que dona forma als objectes que s'utilitzaran a la primavera, i "creador", referint-se al fred que genera noves formes. |
| Març     | martie               | mărțișor                 | mărțișor - derivat de martius, amb diminutiu -ișor, per tant, "petita marxa". |
| Abril    | aprilie              | prier                    | derivat d'aprilis ; l'etimologia popular el connecta amb un prii - "tenir un bon auguri", perquè es considerava un bon mes per continuar les obres agrícoles començades al març i per formar ramats d'ovelles.                                              |
| Maig     | mai                  | florar                   | floare - "flor"; un mes d'abundant vegetació. Compareu amb Floréal al calendari republicà francès. |
| Juny     | iunie                | cireșar                  | cireș - de "cirerer", el fruit del qual ara madura. |
| Juliol   | iulie                | cuptor                   | cuptor - "forn"; sovint el mes més calorós, i també quan el blat és a punt per collir. |
| Agost    | august               | gustar                   | derivat d' agost ; l'etimologia popular el connecta amb un gusta - "tastar", ja que la fruita ara comença a estar preparada per collir. |
| Setembre | septembrie           | răpciune ¹ ; viniceriu ² | ¹ relacionat amb el temps, referit al fred incipient; ² vin - "vi", ja que el mes de setembre és el mes vinícola. Compareu amb Vendémiaire al calendari republicà francès.                                                                                  |
| Octubre  | octombrie            | brumărel                 | brumă - "gelada"; brumărel significa "poca gelada", ja que tot just comença a aparèixer a l'octubre. |
| Novembre | noiembrie            | brumar                   | brumă - "gelada", en ple apogeu aquest mes; cf. Calendari republicà francès mes Brumaire. |
| Desembre | decembrie            | undrea                   | d'Indrea (<Andreas); la festa de Sant Andreu, el 30 de novembre, inaugura aquest mes. |